# Fritz Uphoff
Fritz Uphoff (* 26. Juni 1890 in Witten; † 18. März 1966 in Worpswede) war ein deutscher Maler.

## Leben
Nachdem Fritz Uphoff eine Lehre als Zeichner für Glasmalerei und Mosaik absolviert hatte, immatrikulierte er sich an der Handwerker- und Kunstgewerbeschule Elberfeld. Später wechselte er nach München und besuchte dort ebenfalls die Gewerbeschule, aber auch die Malschule von Heinrich Knirr. An Letzterer lernte er Aloys Wach kennen, der dort ebenfalls Schüler war.
Anschließend unternahm Uphoff ausgedehnte Reisen durch Belgien, Frankreich, Niederlande und Österreich. Viele seiner Bilder, die in dieser Zeit oder auch später in Worpswede entstanden, waren die künstlerische Ausbeute. Um 1913 ließ sich Uphoff in Worpswede nieder. Er heiratete die Malerin Lore Schill (Tochter des Düsseldorfer Kunstakademie-Professors Adolf Schill) und gründete mit ihr fünf Jahre später, zusammen mit seinem Bruder, dem Maler Carl Emil Uphoff die „Werkgemeinschaft Worpswede für Buchkunst“. Besonderes Interesse maß er seinen Landschaftsradierungen und Holzschnitten bei. Er malte Porträts, Landschaften und Stillleben in Öl. 
In der Zeit des Nationalsozialismus war Uphoff Mitglied der Reichskammer der bildenden Künste. Für diese Zeit ist jedoch seine Teilnahme an nur drei Gruppenausstellungen sicher belegt, davon zwei des Hilfswerks für die deutsche bildende Kunst in der NS-Volkswohlfahrt, was dafür spricht, dass Uphoff als Künstler bedürftig war. 

## Werke (Auswahl)
- Große Wümmelandschaft in der Herbstsonne, Öl auf Faserplatte, o. J.
- Aus dem Teufelsmoor, Öl auf Faserplatte, o. J.
- Herbst im Moor, Öl auf Faserplatte, o. J.[1]

## Sicher belegte Teilnahme an Ausstellungen in der Zeit des Nationalsozialismus
- 1938: Düsseldorf, Kunsthalle (Kunstausstellung des Hilfswerks für die deutsche bildende Kunst in der NS-Volkswohlfahrt)
- 1938: Kassel (Kunstausstellung des Hilfswerks für die deutsche bildende Kunst in der NS-Volkswohlfahrt)
- 1940: Celle, Schloss Celle („Große Kunstausstellung des Gaues Ost-Hannover“)